# Független események
A valószínűségszámításban két esemény függetlensége azt írja le, hogy az egyik esemény bekövetkezése vagy nem bekövetkezése nincs hatással a másikra, és a másiknak sem az egyikre. Alapvető fogalom.

## Két esemény függetlensége

### Definíció
Legyen {\displaystyle (\Omega ,\Sigma ,P)} valószínűségi tér és {\displaystyle A,B\in \Sigma } tetszőleges események, azaz mérhető részhalmazok az  {\displaystyle \Omega } eseményhalmazban.
Két esemény, {\displaystyle A} és {\displaystyle B} független, ha
{\displaystyle P(A\cap B)=P(A)\cdot P(B)}
Tehát akkor függetlenek, ha annak a valószínűsége, hogy mindkét esemény bekövetkezik, egyenlő a két esemény valószínűségének szorzatával.

### Példa
Példaként tekintsünk két húzást egy urnából, amiben két piros és két fekete golyó van. Legyen a két esemény:
- A: Az első golyó fekete
- B: A második golyó piros

Ekkor {\displaystyle P(A)={\tfrac {1}{2}}} és {\displaystyle P(B)={\tfrac {1}{2}}}.
Visszatevéses esetben: 
{\displaystyle P(A\cap B)={\frac {1}{4}}=P(A)\cdot P(B)}.
Tehát a két esemény független.
Visszatevés nélkül {\displaystyle P'(A\cap B)={\tfrac {1}{2}}\cdot {\tfrac {2}{3}}={\tfrac {1}{3}}\neq P'(A)\cdot P'(B)}, ami azt jelenti, hogy a két esemény nem független. Ez azt is mutatja, hogy a függetlenség nemcsak az eseményektől, hanem a használt valószínűségi mértéktől is függ.

### Tulajdonságok
- Az események függetlensége szimmetrikus tulajdonság. Beszélhetünk A és B események függetlenségéről.
- Egy esemény csak akkor független saját magától, ha valószínűsége 0 vagy 1. Ez azt jelenti, hogy a teljes {\displaystyle \Omega } és az üres {\displaystyle \emptyset } halmaz független saját magától.
- A 0 vagy 1 valószínűségű események nemcsak saját maguktól, hanem minden más eseménytől is függenek, mivel ekkor {\displaystyle P(A\cap B)=0} illetve {\displaystyle P(A\cap B)=P(B)}. Megfordítva, ha egy A esemény minden eseménytől független, akkor {\displaystyle P(A)=1} vagy {\displaystyle P(A)=0}.
- A függetlenség nem tévesztendő össze a diszjunktsággal. Diszjunkt események csak akkor függetlenek, ha egyikük valószínűsége 0 vagy 1.
- Feltételes valószínűséget használva a függetlenség másként is megfogalmazható: Ha {\displaystyle A} és {\displaystyle B} események, és valószínűségük {\displaystyle P(A),P(B)>0} függetlenek, ha

{\displaystyle P(A|B)\;=P(A)}
másként
{\displaystyle P(A|B)\;=P(A|{\bar {B}}).}
Az utolsó két definíció szavakkal így jellemezhető: Az {\displaystyle A} esemény bekövetkezése nem függ attól, hogy {\displaystyle B} vagy {\displaystyle {\bar {B}}} következik-e be. Itt szimmetria miatt {\displaystyle A} és {\displaystyle B} szerepe felcserélhető.

### Története
Abraham de Moivre és Thomas Bayes visszatevés nélküli szerencsejátékokat vizsgált, az események függetlensége ezzel kapcsolatban merült fel, habár Jakob I. Bernoulli kimondása nélkül épített rá. De Moivre 1718-ban azt a definíciót adta a The Doctrine of Chance című könyvében, amit ma is ismerünk. Későbbi kiadása már a két esemény egymásra hatásának hiányát mondja ki, ez a feltételes valószínűséggel való definíció előfutára. Formálisan először Georg Bohlmann írta le 1900-ban.

## Több esemény függetlensége

### Definíció
Legyen {\displaystyle (\Omega ,\Sigma ,P)} valószínűségi tér, {\displaystyle I} nemüres  indexhalmaz, és {\displaystyle (A_{i})_{i\in I}} események egy családja. Ez legutóbbi független, ha {\displaystyle I} minden véges {\displaystyle J} részhallmazásra teljesül, hogy
{\displaystyle P\left(\bigcap _{j\in J}A_{j}\right)=\prod _{j\in J}P(A_{j})}

### Példa
A fenti definíció szerint, ha {\displaystyle A_{1}}, {\displaystyle A_{2}}, {\displaystyle A_{3}} esemény, akkor mivel hárman vannak, mindháromnak páronként függetlennek kell lennie, és még az {\displaystyle P(A_{1}\cap A_{2}\cap A_{3})=P(A_{1})\cdot P(A_{2})\cdot P(A_{3})} összefüggésnek is teljesülnie kell. Bernstein példája (1927) három esemény, {\displaystyle A_{1}}, {\displaystyle A_{2}} és {\displaystyle A_{3}} páronkénti függetlenségét mutatja, de együtt (tehát {\displaystyle A_{1}}, {\displaystyle A_{2}} és {\displaystyle A_{3}}) nem függetlenek. Hasonló példát már Georg Bohlmann is adott  1908-ban.
Legyen egy skatulyában 4 cédula a következő számokkal: 112, 121, 211, 222. Ezek közül egyet (1/4 valószínűséggel) véletlenszerűen kiválasztunk. A következő három eseményt tekintjük:
{\displaystyle A_{1}=\lbrace 1\ \mathrm {az\ 1.\ jegy} \rbrace }, valószínűsége {\displaystyle P(A_{1})={\frac {1}{2}}}
{\displaystyle A_{2}=\lbrace 1\ \mathrm {a\ 2.\ jegy} \rbrace }, valószínűsége {\displaystyle P(A_{2})={\frac {1}{2}}}
{\displaystyle A_{3}=\lbrace 1\ \mathrm {a\ 3.\ jegy} \rbrace }, valószínűsége {\displaystyle P(A_{3})={\frac {1}{2}}}
Könnyen látható, hogy az események páronként függetlenek, mivel
{\displaystyle P(A_{1}\cap A_{2})=P(A_{1})\cdot P(A_{2})={\frac {1}{4}}}
{\displaystyle P(A_{1}\cap A_{3})=P(A_{1})\cdot P(A_{3})={\frac {1}{4}}}
{\displaystyle P(A_{2}\cap A_{3})=P(A_{2})\cdot P(A_{3})={\frac {1}{4}}}
Azonban a három esemény nem független, mivel
{\displaystyle P(A_{1}\cap A_{2}\cap A_{3})=0\neq {\frac {1}{8}}=P(A_{1})\cdot P(A_{2})\cdot P(A_{3}).}
Megfordítva sem következik {\displaystyle P(A_{1}\cap A_{2}\cap A_{3})=P(A_{1})\cdot P(A_{2})\cdot P(A_{3})} esetén, hogy a három esemény páronként független. Tekintsük az 
{\displaystyle \Omega =\{a,b,c,d,e,f,g,h\}}
alaphalmazt az
{\displaystyle A_{1}=\{a,b,d,f\}}
{\displaystyle A_{2}=A_{3}=\{a,c,e,g\}}
eseményekkel az egyenletes eloszlás szerint! Ekkor
{\displaystyle P(A_{1}\cap A_{2}\cap A_{3})=P(\{a\})={\frac {1}{8}}=P(A_{1})\cdot P(A_{2})\cdot P(A_{3})},
viszont
{\displaystyle P(A_{2}\cap A_{3})=P(\{a,c,e,g\})={\frac {1}{2}}\neq P(A_{2})\cdot P(A_{3})={\frac {1}{4}}}.

## Kapcsolat az oksággal
Fontos megjegyezni, hogy a függetlenség és az oki függetlenség két különböző dolog. A függetlenség valószínűségi mértékek és események absztrakt tulajdonsága, ami szimmetrikus, ez nem teljesül az okságra. A következőkben áttekintünk néhány példát a két kapcsolatról.

### Függetlenség és oki függőség
Dobjunk két kockával, legyen az {\displaystyle A} esemény, hogy az első kocka páros számot mutat, a {\displaystyle B} esemény, hogy a dobott számok összege páros! Ekkor {\displaystyle P(A)=P(B)={\tfrac {1}{2}}} és {\displaystyle P(A\cap B)={\tfrac {1}{4}}}, a két esemény független, de {\displaystyle B} okilag függ {\displaystyle A}-tól, mivel az első kockával kidobott szám hozzájárul az összeghez.

### Függetlenség és oki függetlenség
Dobjunk két kockával, legyen az {\displaystyle A} esemény, hogy az első kockával 6-ot dobunk, a {\displaystyle B} esemény, hogy a második kockával 6-ot dobunk! Ekkor {\displaystyle P(A)=P(B)={\tfrac {1}{6}}} és {\displaystyle P(A\cap B)={\tfrac {1}{36}}}, a két esemény független, és belátható, hogy okilag is függetlenek.

### Összefüggés és oki függés
Dobjunk egy érmével kétszer, legyen az {\displaystyle A} esemény, hogy mindkétszer fejet dobunk, a {\displaystyle B} esemény, hogy az első dobás írás! Ekkor {\displaystyle P(A)={\tfrac {1}{4}}} és {\displaystyle P(B)={\tfrac {1}{2}}}, viszont {\displaystyle P(A\cap B)=0}. Az események diszjunktak, összefüggők és okilag is összefüggők. 

## Megjegyzés
Korrekt metodológia esetén nem elég feltételezni a függetlenséget, azt meg kell vizsgálni. Statisztikai vizsgálatoknál a {\displaystyle P(A\cap B)} nem eleve adott. Hipotézisvizsgálatot lehet χ²-próbával végezni. 

## Általánosításai
Az események függetlensége általánosítható halmazrendszerek függetlenségére és az alapján valószínűségi változókra is kiterjeszthető. Mindezek központi jelentőséggel bírnak a valószínűségszámításban, és számos tétel előfeltételében szerepelnek.
Feltételes várható érték használatával mindezek feltételes függetlensége is definiálható.

## Fordítás
Ez a szócikk részben vagy egészben  a   Stochastisch unabhängige Ereignisse című német Wikipédia-szócikk fordításán alapul.  Az eredeti cikk szerkesztőit annak laptörténete sorolja fel. Ez a jelzés csupán a megfogalmazás eredetét és a szerzői jogokat jelzi, nem szolgál a cikkben szereplő információk forrásmegjelöléseként.